# Scaptognathus tridens
Scaptognathus tridens är en kvalsterart som beskrevs av Édouard Louis Trouessart 1889. Scaptognathus tridens ingår i släktet Scaptognathus och familjen Halacaridae. Inga underarter finns listade i Catalogue of Life.